# Kinue Hitomi
Kinue Hitomi (japonsko 人見 絹枝), japonska atletinja, * 1. januar 1907, Okajama, Japonska, † 2. avgust 1931, Osaka, Japonska.
Nastopila je na poletnih olimpijskih igrah leta 1928, kjer je osvojila naslov olimpijske podprvakinje v teku na 800 m in se uvrstila v polfinale teka na 100 m. 20. maja 1928 je postavila svetovni rekord v teku na 100 m s časom 12,2 s, veljal je mesec in pol. Dvakrat je postavila svetovni rekord v skoku v daljino, ki ga je držala med letoma 1926 in 1939, razen med avgustom 1927 in majem 1928, ko je rekord prevzela Muriel Gunn.